# Maxim Staviski
Maxim Staviski, né le 16 novembre 1977 à Rostov-sur-le-Don (Union soviétique), est un patineur artistique bulgare.
Sa partenaire en danse sur glace est Albena Denkova. Ils sont le premier couple bulgare à avoir remporté des médailles aux championnats du monde et d'Europe.

## Biographie

### Carrière sportive
Avant de se joindre à Denkova, Maxim a patiné pour la Russie avec Anastasia Belova. En 1996, il fit équipe avec Albena Denkova et patina pour la Bulgarie. Staviski reçut la citoyenneté bulgare. En 2000, Albena et Maxim ont quitté Sofia pour Odintsova, près de Moscou, pour bénéficier de meilleures conditions d'entraînement sous la tutelle de Alekseï Gorchkov jusqu'en 2005. Après les championnats du monde 2005, Albena et Maxim se sont installés au Delaware (États-Unis) pour s'entraîner avec Natalia Linichuk et Gennadi Karponossov.
Après les championnats du monde 2007, Albena et Maxim ont annoncé qu'ils avaient l'intention de se marier d'ici la fin de l'année.

### L'accident
Le 5 août 2007, Maxim Staviski a provoqué un accident de la route qui a causé la mort d'une personne et en a blessé trois autres, dans la région du Ropotamo (sud-est de la Bulgarie). Il roulait avec une alcoolémie de 1,1 pour mille. Pourtant, il soutenait activement une campagne nationale de sécurité routière visant à réduire la conduite sous l'empire de l'alcool avec le slogan "si tu as bu, ne prends pas le volant, je veux rester vivant !".
En octobre 2007, au début de son procès, Staviski a annoncé qu'il mettait un terme à sa carrière de patineur. En janvier 2008, Staviski a reçu une sentence suspendue de 2 ans et 6 mois avec une probation de 5 ans.

## Palmarès

### AvecAlbena Denkova

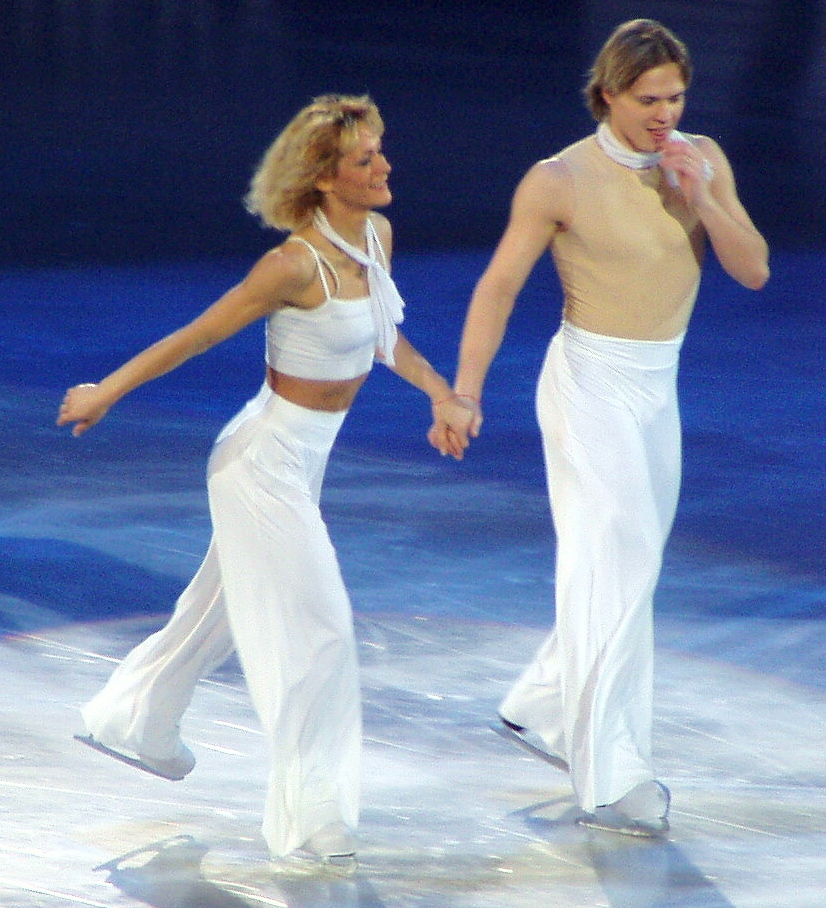
Albena Denkova & Maxim Staviski aux championnats du monde 2004 à Dortmund

| Compétition                         | 1997    | 1998    | 1999    | 2000    | 2001    | 2002    | 2003    | 2004    | 2005    | 2006    | 2007    |  |  |  |
| Jeux olympiques d'hiver             |         | 18e     |         |         |         | 7e      |         |         |         | 5e      |         |  |  |  |
| Championnats du monde               | 19e     | 17e     | 11e     | A       | 10e     | 5e      | 3e      | 2e      | 5e      | 1er     | 1er     |  |  |  |
| Championnats d'Europe               | 17e     | 16e     | 9e      | F       | 8e      | 6e      | 2e      | 2e      | A       | F       | 3e      |  |  |  |
| Championnats de la Bulgarie         | 1er     | 1er     | 1er     | 1er     | 1er     | 1er     | 1er     | 1er     | 1er     | 1er     | 1er     |  |  |  |
|                                     |         |         |         |         |         |         |         |         |         |         |         |  |  |  |
| Grand Prix ISU                      | 1996/97 | 1997/98 | 1998/99 | 1999/00 | 2000/01 | 2001/02 | 2002/03 | 2003/04 | 2004/05 | 2005/06 | 2006/07 |  |  |  |
| Finale du Grand Prix                |         |         |         |         |         |         | 3e      | 2e      | 3e      |         | 1er     |  |  |  |
| Skate America                       |         |         |         |         |         |         |         |         |         |         | 1er     |  |  |  |
| Skate Canada                        |         |         | 5e      |         |         |         | 4e      | 2e      | 1er     |         |         |  |  |  |
| Coupe d'Allemagne                   |         |         | 6e      | 3e      |         |         | 1er     |         |         |         |         |  |  |  |
| Trophée de France                   |         |         |         |         |         | 4e      |         | 1er     | 2e      |         | 1er     |  |  |  |
| Coupe de Russie                     |         |         |         |         | 5e      |         | 3e      |         |         |         |         |  |  |  |
| Trophée NHK                         |         |         |         | 6e      |         | 3e      |         | 1er     | 1er     | 2e      |         |  |  |  |
| Légende : F = Forfait ; A = Abandon |         |         |         |         |         |         |         |         |         |         |         |  |  |  |